# کفشدوزک نقش‌دار
کفشدوزک نقش‌دار (نام علمی: Aiolocaria hexaspilota) نام یک گونه از تیره کفش‌دوزک است.